# Ужачинська сільська рада
Ужачинська сільська рада — колишня адміністративно-територіальна одиниця та орган місцевого самоврядування у Новоград-Волинській міській раді і Новоград-Волинському районі Житомирської області Української РСР з адміністративним центром у селі Ужачин.

## Населені пункти
Сільській раді на час ліквідації були підпорядковані населені пункти:
- с. Ужачин;
- х. Гали;
- х. Сергіївка;
- х. Фольварок.

## Історія та адміністративний устрій
Створена 1941 року в складі с. Ужачин та підсобного господарства Сергіївське (Сергіївка) Новоград-Волинської міської ради Житомирської області.
Станом на 1 вересня 1946 року сільська рада входила до складу Новоград-Волинської міської ради Житомирської області, на обліку в раді перебувало с. Ужачин, х. Сергіївка у довіднику пропущений.
На 10 лютого 1952 року на обліку значилися хутори Гали та Фольварок (Ужачинський Фольварок), х. Сергіївка значився в планах на зселення. 4 червня 1958 року, відповідно до указу Президії Верховної ради Української РСР «Про утворення Новоград-Волинського району Житомирської області», сільська рада увійшла до складу відновленого Новоград-Волинського району Житомирської області.
Ліквідована 5 березня 1959 року, відповідно до рішення Житомирського облвиконкому № 161 «Про ліквідацію та зміну адміністративно-територіального поділу окремих сільських рад області», територію й населені пункти ради приєднано до складу Федорівської сільської ради.